# Perplexity AI
Perplexity AI là một công cụ tìm kiếm thông minh, giống như một trợ lý ảo biết trò chuyện. Nó có thể trả lời câu hỏi bằng ngôn ngữ tự nhiên, dễ hiểu, dựa trên khả năng dự đoán những gì người dùng muốn biết. Công ty này được thành lập tại San Francisco, California.
Được thành lập vào năm 2022, Perplexity tạo ra câu trả lời bằng cách sử dụng thông tin từ khắp nơi trên web và luôn ghi rõ nguồn của thông tin đó ngay trong câu trả lời. Perplexity có cả phiên bản miễn phí và trả phí; phiên bản miễn phí sử dụng mô hình ngôn ngữ riêng của công ty, có khả năng hiểu và xử lý ngôn ngữ tự nhiên, trong khi phiên bản trả phí Perplexity Pro được trang bị những công nghệ AI tiên tiến hơn như GPT-4, Claude 3.5, Mistral Large, Llama 3 và một Mô hình Perplexity Thử nghiệm. Tính đến Quý 1 năm 2024, Perplexity đã có 15 triệu người dùng mỗi tháng.

## Lịch sử
Perplexity ra đời vào năm 2022, nhờ sự hợp tác của bốn kỹ sư Aravind Srinivas, Denis Yarats, Johnny Ho và Andy Konwinski. Họ đều có kinh nghiệm trong lĩnh vực hệ thống, trí tuệ nhân tạo và học máy.
Tính đến năm 2024, Perplexity đã gọi được 165 triệu đô la Mỹ tiền đầu tư, giúp công ty được định giá hơn 1 tỷ đô la Mỹ. Trong số các nhà đầu tư có những tên tuổi lớn như Jeff Bezos, Nvidia, Databricks, Bessemer Venture Partners, Susan Wojcicki, Jeff Dean, Yann LeCun, Andrej Karpathy, Nat Friedman và Garry Tan. Đến giữa năm 2024, giá trị của Perplexity đã tăng lên 3 tỷ đô la Mỹ.

## Chức năng
Sản phẩm chủ lực của Perplexity là công cụ tìm kiếm, hoạt động dựa trên công nghệ xử lý ngôn ngữ tự nhiên. Công cụ này hiểu được ngữ cảnh câu hỏi của người dùng để đưa ra kết quả tìm kiếm phù hợp nhất với từng cá nhân. Perplexity tóm tắt kết quả tìm kiếm và tạo ra một đoạn văn bản có chứa các trích dẫn nguồn ngay trong đó.
Phiên bản trả phí của Perplexity, gọi là "Pro" (trước đây là Copilot), có độ thông minh cao hơn hẳn phiên bản miễn phí. Công cụ này sẽ đặt thêm câu hỏi để hiểu rõ hơn điều người dùng muốn tìm kiếm. Người dùng còn có thể tải lên các tệp tin như hình ảnh để phân tích, hoặc thậm chí tạo ra hình ảnh mới bằng AI. Ngoài ra, phiên bản Pro còn cho phép kết nối với các ứng dụng khác thông qua API. Tháng 4 năm 2024, Perplexity cũng đã ra mắt phiên bản dành riêng cho doanh nghiệp.
Tháng 5 năm 2024, Perplexity giới thiệu tính năng mới mang tên Pages, cho phép tạo ra những trang web riêng theo ý muốn. Pages sử dụng công nghệ tìm kiếm AI của Perplexity để thu thập thông tin và tạo ra một bài thuyết trình hoàn chỉnh, sau đó có thể chia sẻ với mọi người.

## Tranh cãi
Vào tháng 6 năm 2024, Forbes đã lên tiếng chỉ trích Perplexity vì cách họ sử dụng nội dung của mình. Theo Forbes, Perplexity đã đăng một bài viết gần như sao chép toàn bộ từ một bài báo độc quyền của họ mà không hề đề cập hay trích dẫn nguồn rõ ràng. Đáp lại, Srinivas, đại diện của Perplexity, thừa nhận tính năng này còn một số "chỗ chưa hoàn thiện" và sẵn sàng tiếp thu góp ý, nhưng vẫn khẳng định Perplexity chỉ "tổng hợp" thông tin chứ không đạo văn.
Vào cuối tháng đó, tạp chí Wired và nhà phát triển web Robb Knight phát hiện rằng Perplexity không tuân thủ quy định robots.txt – một quy định giúp các trang web ngăn chặn việc thu thập dữ liệu trái phép, mặc dù Perplexity nói họ có tuân thủ. Wired và Knight cũng cho biết Perplexity sử dụng các địa chỉ IP ẩn danh và giả mạo thông tin để vượt qua quy định này. Khi được phỏng vấn, Srinivas khẳng định rằng họ không vi phạm và cho biết các trình thu thập dữ liệu mà Wired phát hiện thực ra là của một bên thứ ba. Wired còn cho rằng trong một số trường hợp, Perplexity tạo ra bản tóm tắt từ dấu vết trên công cụ tìm kiếm thay vì từ nội dung gốc của bài viết. Khi được hỏi về việc ngừng thu thập nội dung từ Wired, Srinivas chỉ nói rằng "điều đó phức tạp".
Nơi Perplexity đặt máy chủ là dịch vụ lưu trữ web của Amazon có quy định người dùng không được bỏ qua tiêu chuẩn robots.txt (một tập hợp các quy tắc hướng dẫn cách các công cụ tìm kiếm thu thập thông tin trên web). Vì thế Amazon đã tiến hành một cuộc điều tra định kỳ về cách Perplexity sử dụng dịch vụ điện toán đám mây của họ. Bên cạnh đó vào tháng 7 năm 2024 Perplexity đã công bố một chương trình mới nhằm chia sẻ doanh thu quảng cáo với các đối tác xuất bản nội dung của họ.